# César Alierta

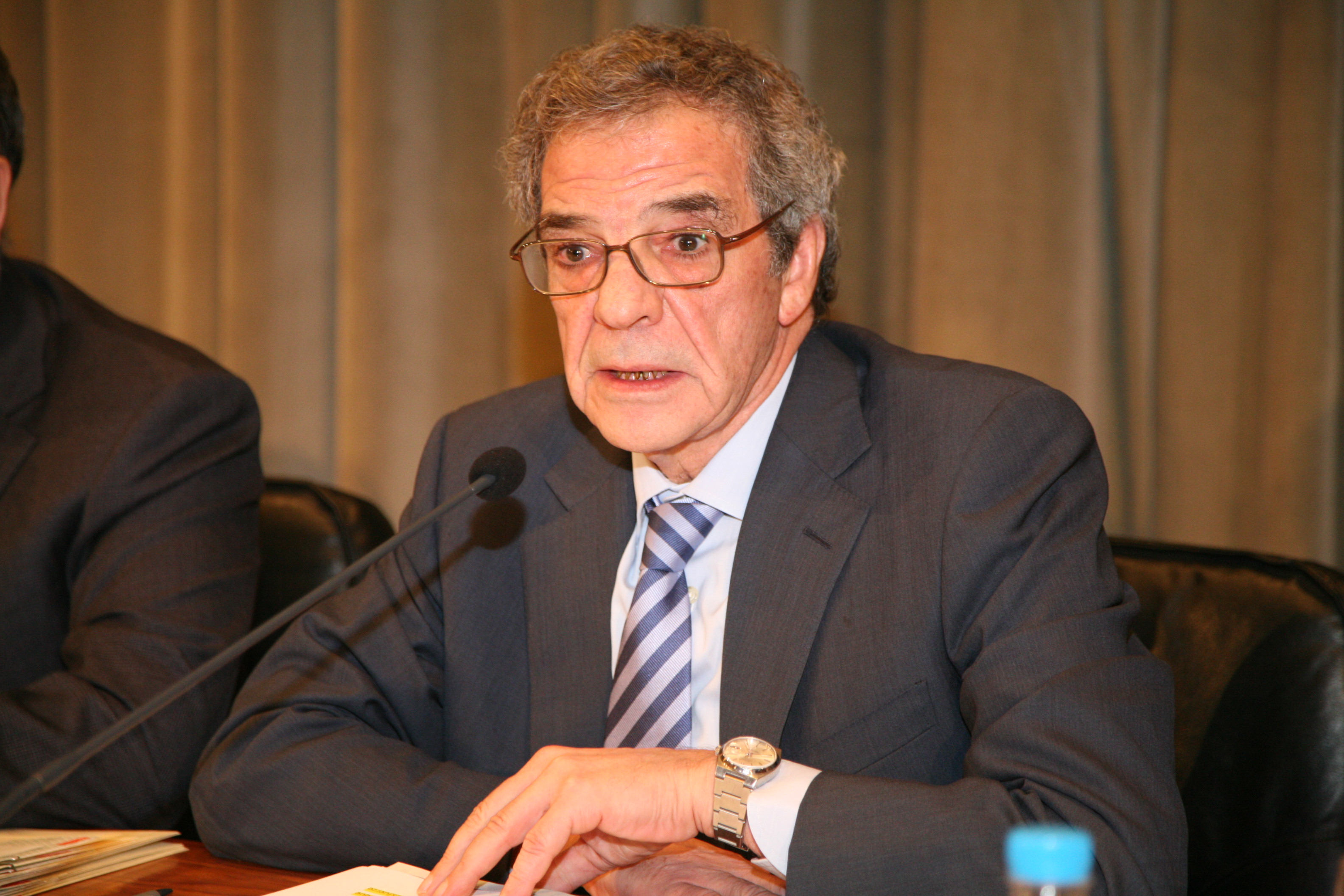
César Alierta (2011)

César Alierta Izuel (* 5. Mai 1945 in Saragossa; † 10. Januar 2024 ebenda) war ein spanischer Manager und Vorstandsvorsitzender von Telefónica.

## Herkunft und Ausbildung
Aliertas Vater Cesáreo Alierta war unter der Franco-Diktatur Bürgermeister von Saragossa. Sein Bruder Mariano ist Politiker der konservativen Volkspartei und war von 1986 bis 2000 Mitglied des spanischen Senats.
Er studierte an der Universität Saragossa Rechtswissenschaft (Abschluss 1967) und erwarb 1970 an der Columbia University in New York einen MBA.

## Karriere
1970 begann er seine Karriere als Finanzanalyst bei der Bank Banco Urquijo in Madrid, wo er zum Bereichsleiter aufstieg. 1985 macht er sich selbständig und gründete das Wertpapierhandelsunternehmen Beta Capital, dem er bis 1996 vorstand. 1991 wurde er Mitglied des Aufsichtsrates der Madrider Börse. Er galt als vorzüglicher Analyst und Börsenkenner.
1996 ernannte der konservative Ministerpräsident José María Aznar ihn zum Präsidenten des damals noch teilweise staatlichen Tabakkonzerns Tabacalera. Alierta brachte die Privatisierung zu einem erfolgreichen Abschluss und fusionierte Tabacalera mit dem französischen Konkurrenten Seita zu Altadis.
1997 hatte er gemeinsam mit seiner Frau Ana Cristina Placer und seinem Neffen Luis Javier Placer mit dem Kauf von Tabacalera-Aktien und den Pseudo-Verkauf eines Unternehmens binnen kurzer Zeit 1,86 Mio. Euro verdient und geriet damit unter den Verdacht des Insiderhandels. Sie hatten die Papiere gekauft, kurz bevor Tabacalera (seit 1999 Altadis) den US-Zigarrenkonzern Havatampa übernahm, was den Aktienkurs nach oben trieb. Im Zentrum der Ermittlungen stand das im Mai 1997 von Alierta und seiner Frau gegründete Investment-Unternehmen Creaciones Baluarte. Bereits nach einem Monat wurde das Unternehmen wieder verkauft – und zwar an Placer. Dieser war damals ein kleiner Analyst bei Salomon Brothers in London und deshalb finanziell kaum in der Lage, Creaciones Baluarte zu übernehmen. Er soll nur als Frontman für seinen Onkel gedient haben. Alierta selbst wies die Vorwürfe zurück. Eine erste Untersuchung dieses Deals wurde 1998 erfolglos abgebrochen; wieder aufgenommene Ermittlungen verliefen Ende 2005 wohl wegen Verjährung im Sande.
Alierta galt als enger Vertrauter des damaligen Wirtschaftsministers und späteren Generaldirektors des Internationalen Währungsfonds (bis 2007), Rodrigo Rato.
Als 2000 sein Vorgänger bei Telefónica, dem drittgrößten Telekommunikationskonzern der Welt, Juan Villalonga durch seine draufgängerische Art für die Konservativen untragbar wurde, machte Wirtschaftsminister Rodrigo Rato von der Goldenen Aktie Gebrauch und setzte den als scheu und wortkarg, allerdings auch als sehr effizient geltenden Alierta an die Spitze. Laut José Mario Alvárez Novales, Dozent an der Madrider Businessschule Instituto de Empresa, verstand Alierta zunächst nichts vom Telefongeschäft. Es war für ihn jedoch einfach, das angeschlagene Unternehmen wieder auf Kurs zu bringen. Telefónica hatte vergleichsweise wenig Schulden, war äußerst rentabel und profitierte vor allem vom Mobilfunkboom in Lateinamerika, was bereits unter Villalonga das Standbein von Telefónica war. Auf dem Heimatmarkt hat Telefónica rund 80 Prozent der Marktanteile und fast überall in Lateinamerika ist sie Marktführer.